# Холодильник (хімія)

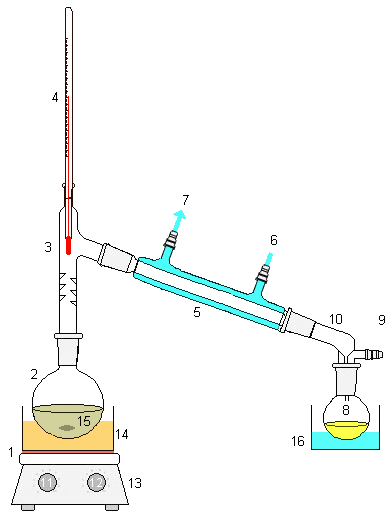
Установка для перегонки з низхідним холодильником Лібіха (5)

Холоди́льник — лабораторний прилад для конденсації парів рідини при перегонці або нагріванні (кип'ятінні). Використовують для відгону розчинників з реакційного середовища, для розділення сумішей рідин на компоненти (фракційна перегонка) або для очищення рідин перегонкою.

## Види холодильників
Зворотні, або висхідні, холодильники використовуються при проведенні реакції при температурі кипіння реакційної суміші, але без відгону рідини; вони забезпечують конденсацію пари і стікання конденсату назад в реактор по стінках холодильника.
Простим типом лабораторного холодильника є повітряний, що являє собою зазвичай просто скляну трубку, яка охолоджується навколишнім повітрям. Він застосовується виключно в роботі з висококиплячими рідинами (бажано з точкою кипіння не нижче 120 °С), що в роботі з водяним холодильником за рахунок великої різниці температур могли б дати в склі холодильника тріщину.

## Застосування
При роботі з рідинами, що мають температуру кипіння нижче 120 °С використовуються різні за формою водяні холодильники - лібіховській, кульковий, змієвидні та інші. Для перегонки з похило встановленим низхідним холодильником найзручніший холодильник Лібіха (за винятком випадку перегонки рідин з дуже низькою температурою кипіння, наприклад діетиловий ефір). Пальцеподібні холодильники застосовуються зазвичай як зворотні або для конденсації парів при проведенні сублімації.

### Монтаж
Хімічні холодильники можуть використовуватися або як зворотні, або як низхідні (розрізняються положенням і способом закріплення при установці приладу).
Верхню частину холодильника приєднують до колби Вюрца або трубки, що відходить від колби, в якій є вихідна суміш. Нижню частину з'єднують з алонжем, через який продукт синтезу або перегонки надходить у приймач.

## Галерея

Холодильник Лібіха
Холодильник Алліна (кульковий)
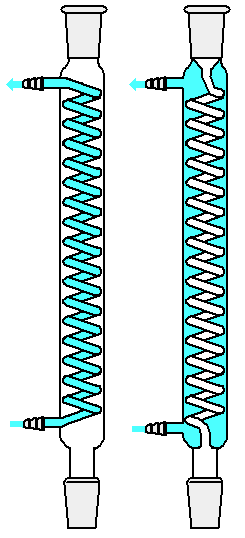
Холодильники Грехема (змієвідні)
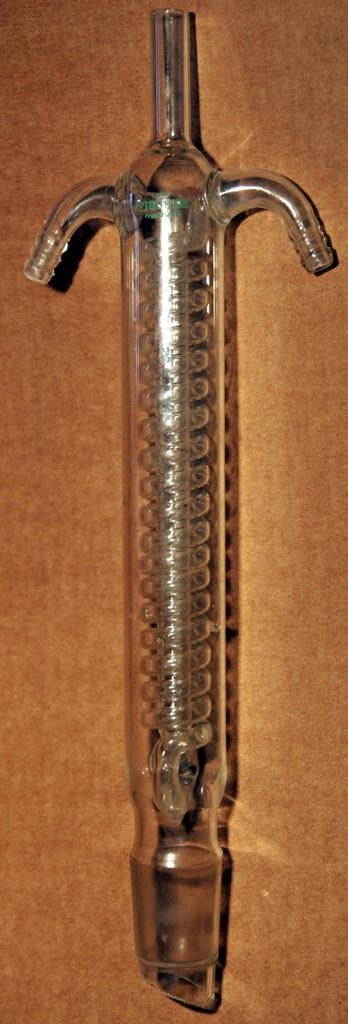
Холодильник Дімрота
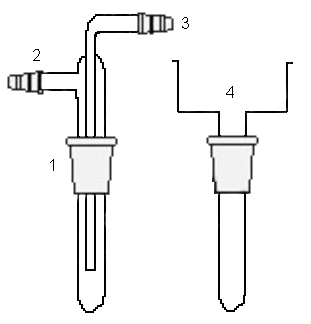
Пальцеподібний холодильник